# Egimio
En la mitología griega, Egimio (en griego antiguo: Αἰγίμιος) era hijo de Doro, ancestro de los dorios. Fue rey y legislador en la época en la que los dorios habitaban en el norte de Tesalia. Después de ser expulsados de Tesalia por los lápitas, los dorios se trasladaron a la Tetrápolis (tetra=cuatro + polis=ciudad, cuatro ciudades), que según Estrabón se convirtió en la metrópoli de todos los dorios. Sus ciudades eran Eríneo, Beo, Pindo y Citinio. Egimio perdió el trono y fue repuesto por Heracles.
Con la ayuda de Heracles, hizo la guerra contra Corono y venció a los lápitas, que vivían  en los alrededores del Monte Olimpo. Egimio le había prometido a cambio de su ayuda un tercio de las tierras de Dórida y del trono. En la campaña Heracles y los arcadios que le habían acompañado siempre en sus expediciones sometieron a los lápitas. Heracles mató a su rey Corono y les obligó a retirarse de las tierras en litigio. La tercera parte de la zona conquistada se la dio a Egimio y le ordenó que la conservara para sus descendientes. Dejó dos hijos: Dimante y Pánfilo, que emigraron al Peloponeso y se consideran troncos de la raza dórica, que se llamaron respectivamente los dimarios y los panfilios. En cuanto al tercer tronco, los hilios, su nombre deriva de Hilo, el hijo primogénito de Heracles, a quien adoptó Egimio en agradecimiento pro su ayuda. Después de la muerte de Egimio, Hilo y sus descendientes le sucedieron en el trono de Dórida.
Existía en la Antigüedad un poema épico Aegimius del que sobreviven algunos, y que se ha atribuido tanto a Hesíodo como a Cércope de Mileto. El poema, impreso entre fragmentos hesiódicos, sobrevive en menos de una docena de citas y parece que concernía al mito de Ío y Argos Panoptes.
|       |       |       |       |       |       |      |      |      |      |     |     |     |     |  |  |         |         |         |         | Helén   |         |         |         |         |         |        |        |         |         |         |         |         |         |  |  |      |      |      |      |      |      |  |  |  |  |  |  |  |  |  |  |  |  |  |  |  |  |  |  |  |  |  |  |
|       |       |       |       |       |       |      |      |      |      |     |     |     |     |  |  |         |         |         |         |         |         |         |         |         |         |        |        |         |         |         |         |         |         |  |  |      |      |      |      |      |      |  |  |  |  |  |  |  |  |  |  |  |  |  |  |  |  |  |  |  |  |  |  |
|       |       |       |       |       |       |      |      |      |      |     |     |     |     |  |  |         |         |         |         |         |         |         |         |         |         |        |        |         |         |         |         |         |         |  |  |      |      |      |      |      |      |  |  |  |  |  |  |  |  |  |  |  |  |  |  |  |  |  |  |  |  |  |  |
|       |       |       |       | Juto  | Juto  | Juto | Juto | Juto | Juto |     |     |     |     |  |  |         |         |         |         | Doro    | Doro    | Doro    | Doro    | Doro    | Doro    |        |        |         |         |         |         |         |         |  |  | Eolo | Eolo | Eolo | Eolo | Eolo | Eolo |  |  |  |  |  |  |  |  |  |  |  |  |  |  |  |  |  |  |  |  |  |  |
|       |       |       |       | Juto  | Juto  | Juto | Juto | Juto | Juto |     |     |     |     |  |  |         |         |         |         | Doro    | Doro    | Doro    | Doro    | Doro    | Doro    |        |        |         |         |         |         |         |         |  |  | Eolo | Eolo | Eolo | Eolo | Eolo | Eolo |  |  |  |  |  |  |  |  |  |  |  |  |  |  |  |  |  |  |  |  |  |  |
|       |       |       |       |       |       |      |      |      |      |     |     |     |     |  |  |         |         |         |         |         |         |         |         |         |         |        |        |         |         |         |         |         |         |  |  |      |      |      |      |      |      |  |  |  |  |  |  |  |  |  |  |  |  |  |  |  |  |  |  |  |  |  |  |
| Aqueo | Aqueo | Aqueo | Aqueo | Aqueo | Aqueo |      |      | Ion  | Ion  | Ion | Ion | Ion | Ion |  |  | Téctamo | Téctamo | Téctamo | Téctamo | Téctamo | Téctamo |         |         | Egimio  | Egimio  | Egimio | Egimio | Egimio  | Egimio  |         |         |         |         |  |  |      |      |      |      |      |      |  |  |  |  |  |  |  |  |  |  |  |  |  |  |  |  |  |  |  |  |  |  |
| Aqueo | Aqueo | Aqueo | Aqueo | Aqueo | Aqueo |      |      | Ion  | Ion  | Ion | Ion | Ion | Ion |  |  | Téctamo | Téctamo | Téctamo | Téctamo | Téctamo | Téctamo |         |         | Egimio  | Egimio  | Egimio | Egimio | Egimio  | Egimio  |         |         |         |         |  |  |      |      |      |      |      |      |  |  |  |  |  |  |  |  |  |  |  |  |  |  |  |  |  |  |  |  |  |  |
|       |       |       |       |       |       |      |      |      |      |     |     |     |     |  |  |         |         |         |         |         |         |         |         |         |         |        |        |         |         |         |         |         |         |  |  |      |      |      |      |      |      |  |  |  |  |  |  |  |  |  |  |  |  |  |  |  |  |  |  |  |  |  |  |
|       |       |       |       |       |       |      |      |      |      |     |     |     |     |  |  |         |         |         |         | Dimante | Dimante | Dimante | Dimante | Dimante | Dimante |        |        | Pánfilo | Pánfilo | Pánfilo | Pánfilo | Pánfilo | Pánfilo |  |  |      |      |      |      |      |      |  |  |  |  |  |  |  |  |  |  |  |  |  |  |  |  |  |  |  |  |  |  |